# 西鉄バス北九州・八幡自動車営業所

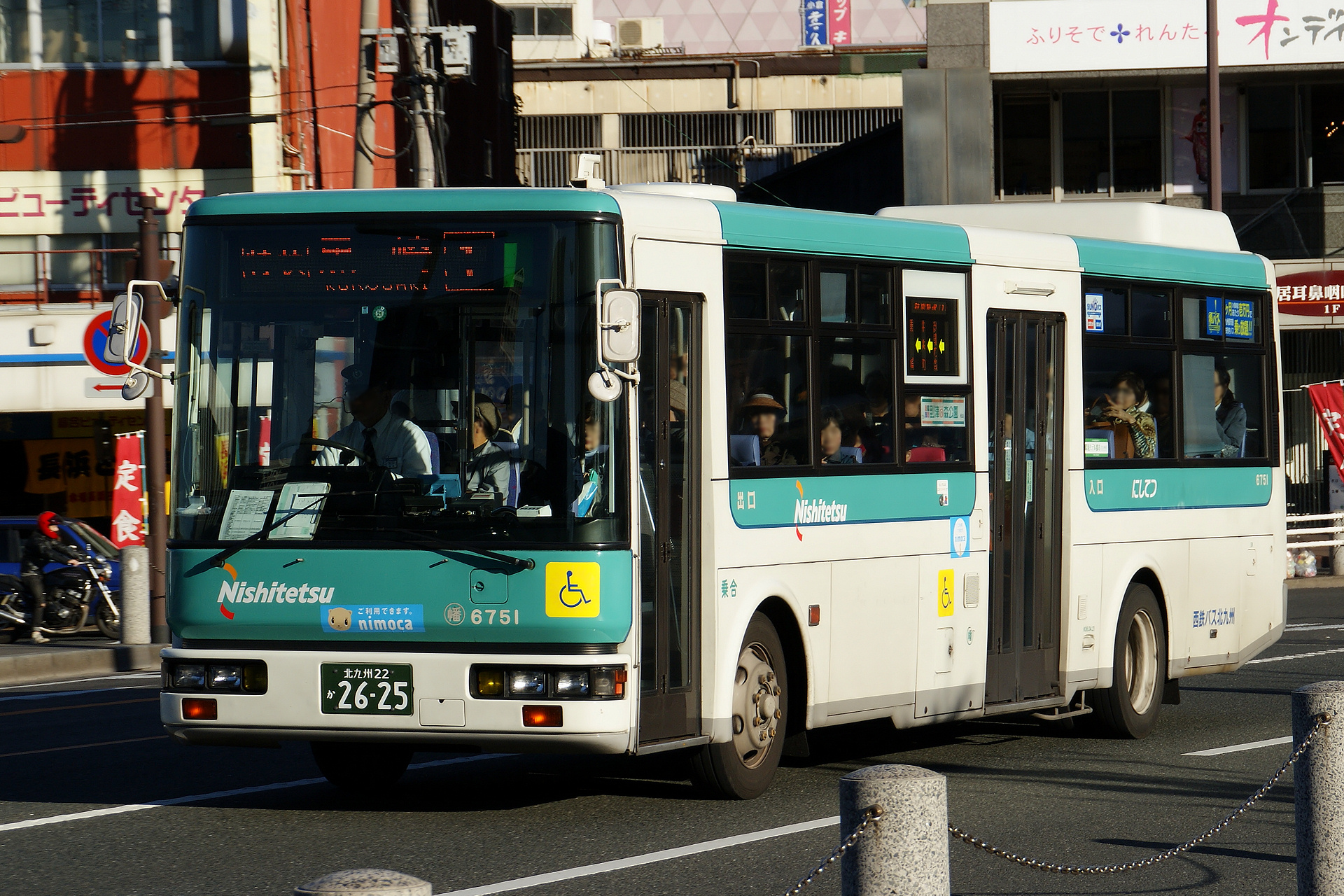
電車代替バス

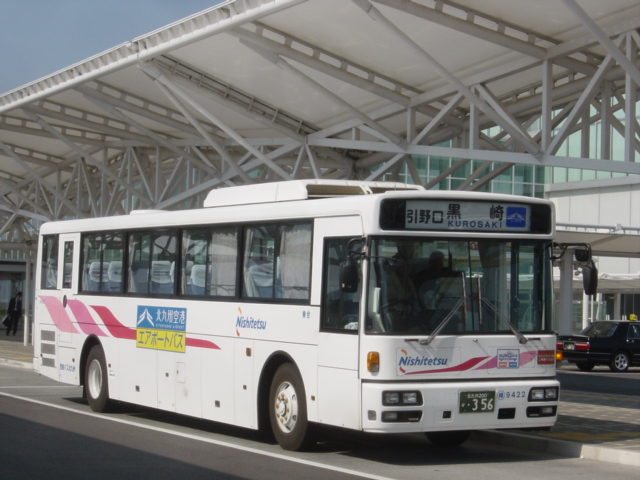
エアポートバス

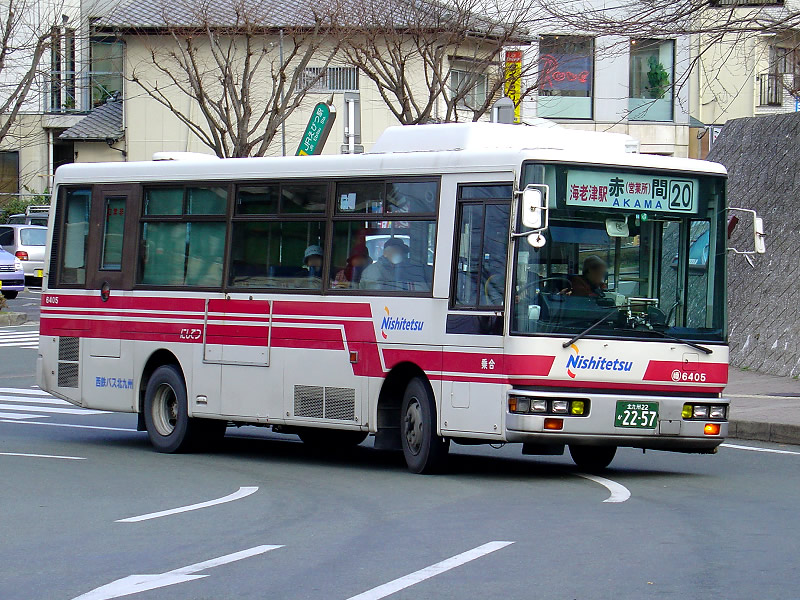
当時の芦屋車庫所属車両

西鉄バス北九州・八幡自動車営業所（にしてつばすきたきゅうしゅう・やはたじどうしゃえいぎょうしょ）は、西鉄バス北九州のバス営業所の一つで、主に北九州市都心部と八幡西区を結ぶ路線を担当する。北九州地区の営業所で女性運転士が一番多い。2021年9月30日まで八幡営業所の乗務員現地出退勤として折尾車庫が存在した。
北九州社エリアでは、本社内にある小倉営業所とともに、最も早くIC乗車券「nimoca」を導入した（導入当初は小倉営業所よりも対応路線は多かった）。

## 所在地
福岡県北九州市八幡西区穴生4丁目11番1号
- 最寄バス停：皇后崎（西鉄八幡営業所入口）、八幡営業所
  - 長く旅客向け案内は穴生営業所とされてきたが、2014年のダイヤ改正より正式名称の八幡営業所に改称された。

かつての車庫
- 中間車庫（福岡県中間市） - 西鉄バス遠賀（旧・直方交通）に管理委託→路線譲渡され、2003年6月に香月営業所に統合。 旅客向け案内は中間営業所。
- 芦屋車庫（福岡県遠賀郡芦屋町） - 2003年6月末日まで西鉄バス宗像（旧・玄海交通）に管理委託→路線譲渡され、2003年7月から八幡営業所芦屋営業区として復活。路線廃止に伴い、2005年3月末日に廃止。旅客向け案内は西鉄芦屋車庫、管理委託時代(平成6年頃)には配布時刻表や車内の表示で芦屋営業所とするものもあった。
- 折尾車庫（福岡県北九州市八幡西区光明１丁目） - 折尾駅再開発(一部路線の延伸、折返場移設(JR線高架下))に伴い、2021年9月末日に廃止。最寄りバス停は折尾車庫(2021年1月30日改正で廃止)、折尾警察署であった。

## 管轄路線
2023年10月1日現在の路線（太字は終点・始発停留所）

### 小倉 - 黒崎・折尾線 (電車代替)
- □■ 1・特別快速１

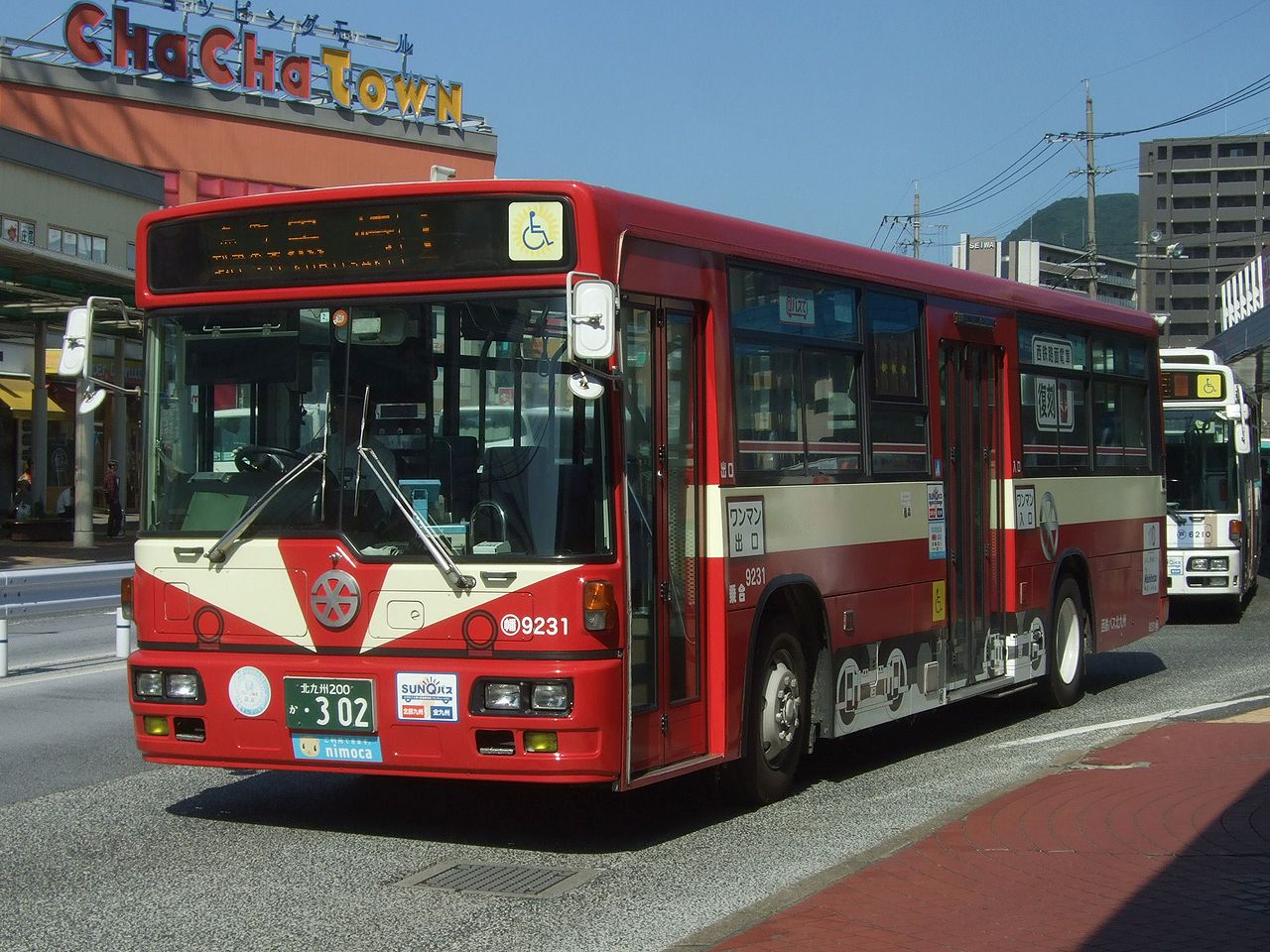
2018年5月27日より運行されている創立110周年記念北九州線カラーラッピング車両

  - 砂津 - 小倉駅入口 - 魚町 - 室町・リバーウォーク - 西小倉駅前 - 金田二丁目 - 金田陸橋西 - 下到津 - 到津三叉路 - 到津の森公園前 - 七条 - 荒生田公園下 - 大蔵 - 八幡東区役所下 - 中央二丁目 - 春の町 - 八幡駅入口第一 - 陣山 - （→黒崎駅前→） - 西鉄黒崎バスセンター - 皇后崎（西鉄八幡営業所入口） - 陣の原 - 折尾警察署 - 折尾駅
- 無番（黒崎BC行）/ 1（折尾駅行）
  - 西鉄黒崎バスセンター - 皇后崎（西鉄八幡営業所入口） - 陣の原 - 折尾警察署 - 折尾駅
    - 西鉄北九州線代替路線で、西鉄バス北九州における基幹路線。小倉営業所・香月営業所と共同運行。八幡担当分のうち一部は折尾車庫での現地出退勤となる。
    - 2016年10月1日より折尾駅系統のルートが一部変更となり、新たに東本陣橋に停車するようになった。
    - 普通1番は黒崎 - 折尾駅間が日中30分間隔（1時間2本）、砂津 - 西鉄黒崎バスセンター間が平日は1時間6本（折尾駅発着とあわせて平日日中おおむね10分間隔）で運行。黒崎 - 折尾間は、北九州線とまったく異なるルートを走り、朝夕のラッシュ時には黒崎付近の渋滞に巻き込まれることが多い。平日と土曜日の朝のみ七条発砂津行き、平日朝のみ七条発黒崎行きの便が設定されている（七条発は八幡高校から回送）。
    - 特別快速は砂津 - 西鉄黒崎バスセンター間では上記停留所のみ停車する。日中20分間隔（1時間3本）の運行。2008年11月1日より一時的に日祝日は休止。また前日まで西小倉駅前 - 下到津間のルートが異なっていた（金田二丁目の代わりに金田（西日本新聞北九州支社前）に停車）。2016年3月26日より新たに陣山に停車するようになった。2017年9月1日のダイヤ改正で日祝日の運行を再開するとともに、折尾駅発着便が新設されたが、2021年3月13日改正で黒崎発着に戻された。折尾駅発着は西鉄黒崎バスセンター - 折尾駅間は各停留所に停車しており、折尾駅行きはこの区間普通1番として運行していた。
    - 2019年7月22日より特快１番砂津～西鉄黒崎バスセンター間において一部の便で連節バスが運行される事になった。[1]停車停留所は通常の特別快速１番と同一。連節バスが使用できない場合は路線車による代走運行が実施される。
    - 2020年8月1日より連節バスがこれまでの曜日関係なく1日7往復だったものから平日・土曜が22往復、日祝が24往復と大幅に増便された。それに伴い、金田陸橋西・到津三叉路・荒生田公園下・八幡東区役所下・春の町が追加停車された。[2]同改正からは八幡営業所も連節バスの運行を開始。
    - 2021年10月26日よりクロサキメイト跡地解体に伴い、黒崎駅前バス停の乗降取扱を休止している。同年11月29日より折尾向きのみ再開された。
    - 2023年1月28日ダイヤ改正で、黒崎バスセンター～折尾駅間の区間運行を新設。折尾駅発は砂津行との混同を避けるためか、無番となっている。
- 無番
  - 西鉄黒崎バスセンター→八幡駅入口第一→七条→八幡高校前(全停留所記載)
    - 2015年3月14日改正より運行開始。前日まで運行されていた臨時便に代わり、八幡高校への通学のための運行を行う系統である。特別快速が停車する黒崎駅前、陣山、中央二丁目、大蔵には停車しない。また、運行本数は片道のみで黒崎発が3本、七条発が2本あるが、矢継ぎ早に全便が運行されるためほぼ続行運転のようなダイヤ編成となる。
    - 八幡高校前到着後は七条へ回送し、1番砂津行きとなる。なお、日祝日は運行しない。
    - 黒崎発は八幡営業所のみ担当であり、小倉営業所は七条発のみ担当。

### 小倉 - 黒崎線
- □■ 22
  - 砂津 - （←米町←/→浅香通り→） - 小倉駅バスセンター - 平和通り - 三萩野 - 木町 - 南小倉駅前 - 歯大前 - 到津の森公園 - 上到津 - 七条 - 荒生田公園下 - 大蔵 - 中央二丁目 - 八幡駅入口第一 - 桃園 - （→黒崎駅前→） - 西鉄黒崎バスセンター
    - 小倉 - 黒崎間を三萩野、到津、中央二丁目経由で結ぶ路線。小倉、香月営業所との共同運行である。
    - かつては本営業所担当で黒崎以西82番のルートをたどる本城西団地発着便もあった。他営業所は黒崎折り返し便のみ担当。
    - 本城西団地系統は以前は急行22として運行されていたが、さらにそれ以前は快速80という番号が振られており、小倉発着便のほか、戸畑営業所 - 枝光 - 中央町 - 黒崎 - 本城西団地の路線が一日一本設定されていた。本事務所止まりの設定もあり。以前の系統番号が丸囲みの時代において、丸囲み80の横に青い四角囲みに白抜きで快速と表記されていた。
    - 2012年改正までは日中でも10分ヘッド運行、次いで2015年3月改正までは12分ヘッドの高頻度運行を行っていたが、ラッシュ時間帯は現行どおり高頻度運行を継続するがそれを除き日中は大半の便が新設された23番に振替えられたため大減便となった。特に日曜日は区間により2時間ほど運行間隔のあく時間帯がある。
    - 2021年10月26日よりクロサキメイト跡地解体に伴い、黒崎駅前バス停の乗降取扱を休止している。同年11月29日より黒崎行きのみ再開された。

- □■ 23
  - 砂津 - （←米町←/→浅香通り→） - 小倉駅バスセンター - 平和通り - 三萩野 - 木町 - 南小倉駅前 - 歯大前 - 到津の森公園 - 上到津 - 七条 - 荒生田公園下 - 大蔵 - 中央三丁目 - （←イオンモール八幡東←） - スペースワールド駅 - ジアウトレット北九州
    - 2015年3月より運行を開始した上記22番の派生系統。日中の22番の大半を置き換えた。イオンへの買い物需要の路線であるため、日中の運行が大半で朝夕のラッシュにはほぼ運行されない。2022年4月26日にスペースワールド駅から同日開業したTHE OUTLET KITAKYUSHU(ジアウトレット北九州)へ延伸。[3]

- □■ 26
  - 砂津 - （←米町←/→浅香通り→） - 小倉駅バスセンター - 平和通り - 三萩野 - 木町 - 南小倉駅前 - 歯大前 - 到津の森公園 - 北九州パレス前
    - 2015年3月より運行を開始した上記22番の派生系統。従来のバスの経路を変更した上運行されている。運行本数は1-2時間に1本程度。
- □■ 43
  - 砂津 - （←米町←/→浅香通り→） - 小倉駅バスセンター - 平和通り - 三萩野 - 木町 - 南小倉駅前 - 歯大前 - 到津の森公園前 - 槻田 - 七条 - スピナラソリエ高見店前
    - 小倉駅と三萩野・歯大前・槻田を経て、七条地区（スピナラソリエ高見店前）を結ぶ系統。上記22・23・26番とは到津の森公園前 - 七条間の経路が異なる。
    - 小倉、香月と共同運行。八幡は2023年10月1日ダイヤ改正から担当に加わった。

### 黒崎 - 戸畑・砂津線
- □■ 71（幸町→砂津は91）
  - 砂津 - 小倉駅入口 - 魚町 - 西小倉駅前 - 大門 - 小倉高校下 - 中井口 - 三六 - 幸町 - 大橋通り → 若松駅
    - 門司営業所所管の路線（田野浦 - 門司 - 砂津 - 戸畑）と路線番号・一部区間が重複するが、これはかつて田野浦 - 門司 - 砂津 - 若松の直通運転をしていた名残で、かつては90番を名乗っていた。
    - 西鉄戸畑線の廃止以前は、田の浦 - 小倉駅前 - 魚町 - 中原 - 戸畑渡場の準急90番と、田の浦 - 小倉駅前 - 魚町 - 中原 - 若松駅の準急91番が存在していた。その後西鉄戸畑・枝光線の廃止により中井口経由の90番が設定された。
    - 八幡営業所はかつて運転していた向洋中学校発着便は担当しなかった。
    - 2022年1月29日改正で、70番から71番へ改番された。
- 90（戸畑駅→黒崎は91）
  - 若松駅 ← 大橋通り - 幸町 - 戸畑駅 - 沖台通り - 枝光 - 中央三丁目 - 中央二丁目 - 八幡駅入口第一 - 祇園三丁目 - 久喜町 - 熊手四ツ角 - 西鉄黒崎バスセンター
    - 2022年1月29日より運行。かつて日中以降の91番の戸畑駅～西鉄黒崎バスセンターの区間便が、90番として若松駅まで延伸された。小倉との共同運行。
- □■ 91 
  - 砂津 - 小倉駅入口 - 魚町 - 西小倉駅前 - 大門 - 小倉高校下 - 中井口 - 三六 - 幸町 - 浅生通り - 戸畑駅 - 沖台通り - 枝光 - 中央三丁目 - 中央二丁目 - 八幡駅入口第一 - 祇園三丁目 - 久喜町 - 熊手四ツ角 - 西鉄黒崎バスセンター
    - 西鉄戸畑・枝光線の代替路線である。小倉との共同運行。
    - 2019年3月より日中のみ戸畑駅への乗り入れを開始した。2020年3月14日改正では朝以外の便は戸畑駅で分断され、全区間通し便はすべての便が戸畑駅経由となったが、2022年1月29日改正で再び終日小倉地区から枝光、黒崎までの直通便に戻った。

- □■ 都市高197（西小倉駅前→砂津、大谷一丁目→竹末は197）
  - 砂津 - 小倉駅入口 - 魚町 - 西小倉駅前 - 小倉城松本清張記念館前 - ソレイユホール・ムーブ前 - 大手町 - （大手町）（都市高速）（大谷） - （←八幡東消防署前←） - 帆柱二丁目 - 祇園三丁目 - 久喜町 - 熊手四ツ角 - 八幡西郵便局前 - 萩原小学校前 - 竹末
    - 当初は2011年4月1日 - 9月30日までの平日のみ運行する試験路線だったが、10月3日より本格運行開始予定であることが西鉄バス北九州沿線の催し2011年9月版にて予告された。
    - 朝は砂津行き、夕は黒崎（竹末）行きのみそれぞれ3便ずつ運行。西鉄黒崎バスセンター、小倉駅バスセンターは経由しない。また、竹末 - 八幡営業所間は回送となる。
    - 朝の利用客は特に多く、竹末発3便目の小倉行きに関しては、早ければ穴生ドームですべての座席が埋まることがある。

### 西団地 - 萩原線
- 80（竹末→若葉町入口は82）
  - 竹末→引野市民センター→竹末→萩原小学校前→八幡西郵便局前→熊手四ツ角→ （→西鉄黒崎バスセンター→/黒崎駅バスターミナル←） - 皇后崎（西鉄八幡営業所入口） - 陣原駅南口 - 折尾東団地 - 産業医科大学病院入口 - 本城西団地 - 学研都市ひびきの
- 82（引野小学校→本城西団地・学研都市ひびきのは80）
  - 学研都市ひびきの→本城西団地→産業医科大学病院入口→折尾東団地→陣原駅南口→皇后崎（西鉄八幡営業所入口）→西鉄黒崎バスセンター→熊手四ツ角→八幡西郵便局前→萩原小学校前→（竹末→引野市民センター→竹末→（下りと同経路）→西鉄黒崎バスセンター
  - 西鉄黒崎バスセンター→熊手四ツ角→八幡西郵便局前→萩原小学校前→（竹末→引野市民センター→竹末→（下りと同経路）→西鉄黒崎バスセンター→（上述の80と同経路）→本城西団地→学研都市ひびきの
    - 黒崎から陣原・産業医科大学および竹末方面へ向かう路線。大半は黒崎で分断されるが、本城西団地 - 引野方面へ直通する便もある。
    - 引野側ではループ運行を実施しておりそのまま黒崎方面へ向かう。高速バスなどが発着している黒崎インター引野口は経由しない。
    - 一部区間で北九州市営バスの路線が並行しているため、その区間に限って西鉄・市営の共通定期券取り扱いエリアとなっていた（西鉄・市営の共通定期券は販売終了している）。
    - 竹末発着は出入便で竹末 - 八幡営業所は回送となる（黒崎側でも黒崎 - 八幡営業所での回送もある）。
    - 鉄竜・相生町付近の道路が多少狭いため中型車を使用しているが、2012年3月からはラッシュ時を中心に大型車も使用されている。
    - 折尾車庫があった頃は全曜日1乗番のみ折尾車庫での現地出退勤が設定されていた。
    - 2021年1月改正で本城西団地発着の大半が学研都市ひびきのまで延伸された。並行区間のうち北九州市営バスが停車する光貞小学校前、浅川学園台、小池学園前、ひびきの西、ひびきの南、ひびきの教員宿舎前は通過。本城西団地行は本城方面への最終1便のみで、その他は全て学研都市ひびきの発着。

- 84
  - 西鉄黒崎バスセンター - 屋敷二丁目 - 築地町
    - 黒崎駅裏側の工業地帯への通勤客向けの路線で、平日・土曜の朝夕数本のみ運転される。
- 57
  - 西鉄黒崎バスセンター→熊手四ツ角→国道東曲里町→ホテルクラウンパレス北九州→南王子→竹末→若葉二丁目→的場町→北九州ハイツ→永犬丸→筑鉄今池→若葉一丁目→竹末→南王子→ホテルクラウンパレス北九州→国道東曲里町→熊手四ツ角→西鉄黒崎バスセンター
  - 西鉄黒崎バスセンター - 熊手四ツ角 - 国道東曲里町 - ホテルクラウンパレス北九州 - 南王子 - 竹末 - 穴生小学校前 - 八幡営業所
    - 香月と共同運行。2023年10月1日ダイヤ改正から当路線の間合いで、朝晩に数本担当している。
    - 平日朝に1本だけ永犬丸始発西鉄黒崎バスセンター行きが設定されているほか、各日最終1本は永犬丸行きとして設定されている。永犬丸 - 営業所間は回送で送り込む。

### 鳴水線・鳴水（八幡駅）線
- 73
  - 黒崎駅バスターミナル - 熊手四ツ角 - 西神原 - 鳴水 - 屋形船車庫
  - 黒崎駅バスターミナル - 熊手四ツ角 - 西神原 - 鳴水 - 第二屋形船 - 花尾町 - 祇園三丁目 - 八幡駅

もとは黒崎 - 引野口 - 馬場 - 小嶺営業所（後に香月営業所まで延伸）の路線だったが、47番と統合するかたちで八幡駅方面に延長するようになり、その後黒崎 - 小嶺（香月営業所）間が廃止された。かつては香月営業所も担当していた。八幡駅発着は屋形船車庫を経由しない。JCHO九州病院前を経由する便もあったが、現在は全便西神原経由に統一されている。大半は屋形船車庫発着。八幡駅発着は本数が少ない。黒崎駅行きに関してはバスセンターまで行かず、バスターミナルが終着となる。黒崎駅バスターミナルでループ運行を実施しており、半数はそのまま屋形船車庫・八幡駅行きになるが（黒崎ふれあい通りの時点で行先が変わっている場合）、黒崎駅バスターミナルで終点になる場合は客扱い後に西黒崎または八幡営業所まで回送される。また一部、国道211号線、山手通り経由で屋形船車庫 - 八幡営業所間の回送が設定されている。
2016年10月1日より日中のスペースワールド発着便をすべて八幡駅発着便に置き換えている。そのためスペースワールドまで行かなくなった。
2021年10月1日よりスロープ付き中型車の他、八幡駅発着を中心に小型車も使用している。

### 黒崎 - 北九州空港線
- 学研都市ひびきの - 折尾駅 - 西鉄黒崎バスセンター - 引野口 - 北九州都市高速道路 - 八幡IC - 九州自動車道 - 北九州空港
- 北九州市交通局と共同運行だった。2010年4月1日にいったん撤退したが、2011年3月27日に交通局から路線を譲受して再運行開始。（ただしいったん廃止前の上記とは違い学研都市ひびきの発着に短縮されている）

### PayPayドーム・マリンメッセ臨時便

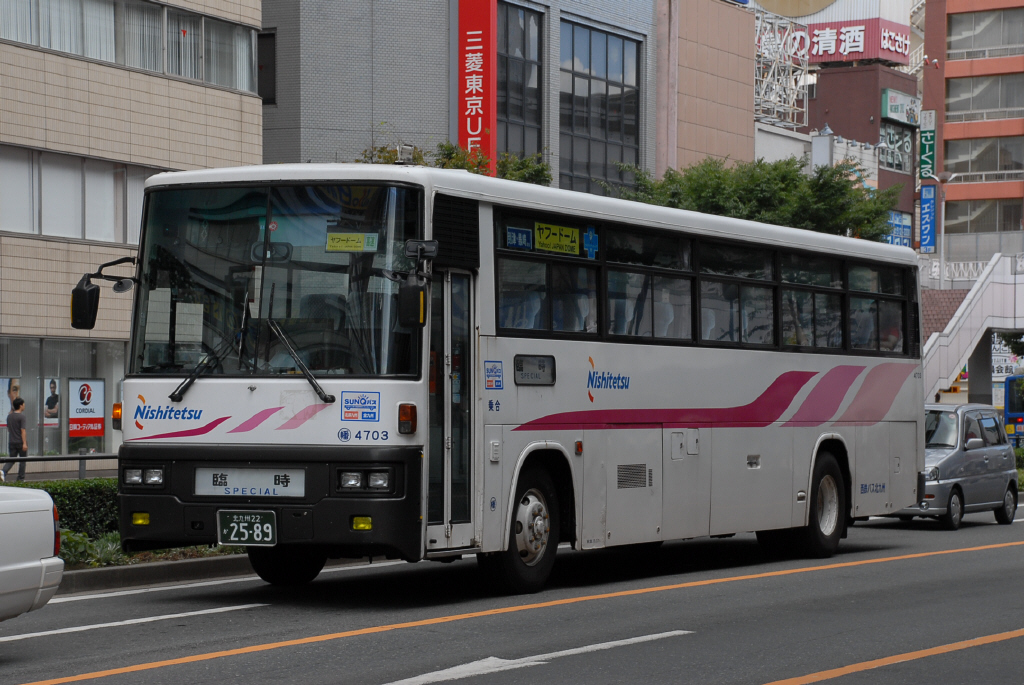
ドーム臨時

- ドーム臨時砂津 - 小倉駅前 - 到津の森公園前 - 中央二丁目 - 西本町・八幡駅前 - 西鉄黒崎バスセンター - 引野口 - 北九州都市高速道路 - 八幡IC - 九州自動車道 -  PayPayドーム/マリンメッセ福岡
  - PayPayドーム/マリンメッセ福岡で野球やイベントが開催される際に運行。黒崎発の便もあり（現在は香月が担当）。
  - 高速バス「いとうづ号」と異なり、黒崎バスセンター経由となる。

## 廃止された路線

### 戸畑 - 折尾・二島線
- 50
  - 大膳橋 - 頃末 - 折尾 - 皇后崎 - 黒崎バスセンター - 中央二丁目 - 製鉄本事務所前 - 枝光駅前 - 浅生通り - 戸畑営業所
- 急行51 51後に快速51
  - 二島 - 本城 - 皇后崎 - 黒崎バスセンター - 中央二丁目 - 製鉄本事務所前 - 枝光駅前 - 浅生通り - 戸畑営業所
  - かつて戸畑地区と黒崎／折尾地区を結ぶ基幹路線として設定されていたが、1985年の西鉄戸畑・枝光線の廃止による代替バスが設定されたことにより大幅減便され、大膳橋系統は廃止、二島系統は1990年代初頭に1日1本が残るのみとなっていた。なお、代替バスの設定以降は浅生通りを経由せず、牧山から戸畑駅前通りを経由するようになり、その間はノンストップだった。

### 穴生 - 若松線
- 急行52 52
  - 穴生／若葉一丁目 - 竹末 - 23号アパート／岸の浦 - 黒崎駅前 - 中央二丁目 - 製鉄本事務所前 - 枝光駅前 - 浅生通り - 若松駅
  - 穴生地区に多く存在した八幡製鉄所社宅の社員通勤用として設定されていた路線。黒崎バスセンターは経由しなかった。八幡駅止・戸畑営業所止の設定もあり。八幡製鉄所の規模縮小と同時に、1980年代後半には大幅に減便され、1990年代中頃に廃止されるまで製鉄本事務所で折り返す便が朝夕の1本だけ存在していた。岸の浦バス停には2005年まで52番の行き先表示が残っていた。

### 西団地 - 萩原線 (廃止区間)
以下は2009年度限りで廃止。
- 50・52
  - 西鉄黒崎バスセンター→皇后崎→陣原駅南口→本城→小島（ここから52番になる）→陣原駅北口→三菱化学西門→西鉄黒崎バスセンター→八幡西区役所→萩原小学校→竹末→穴生営業所
    - 土曜日の午後に1本のみ運行された。
- 51
  - 穴生営業所→竹末→萩原小学校→八幡西区役所→西鉄黒崎バスセンター→皇后崎→陣原駅南口→古開→二島
    - 2008年7月19日のダイヤ改正で、二島発穴生営業所行きは廃止された。その後全廃まで穴生営業所発二島行きが日祝日の夜に片道1本のみ運行されていた（二島到着後は、二島駅前で転回して折尾車庫まで回送）。
- 81
  - 本城西団地 - 千代ヶ崎 - 力丸町 - 古開 - 三菱化学西門 - 黒崎駅バスターミナル
  - 本城西団地 - 千代ヶ崎 - 力丸町 - 古開 - 三菱化学西門 - 西鉄黒崎バスセンター - 八幡西区役所 - 萩原小学校 - 竹末 - 穴生営業所
    - 路線開設当初（竹末 - 小島線時代）は、本城西団地 - 黒崎 - 八幡西区役所、及び本城西団地 - 黒崎 - 八幡西区役所 - 南王子 - 竹末 - 穴生営業所で運行していた。

### 小倉 - 折尾線
- 55
  - 大膳橋 - 頃末 - 折尾 - 皇后崎 - 黒崎バスセンター - 祇園三丁目 - 中央二丁目 - 製鉄本事務所前 - 枝光駅前 - 浅生通り - 一枝 - 井掘 - 大門 - 砂津
  - 一枝地区に多く存在した八幡製鉄所社宅の社員通勤用として設定されていた路線。八幡製鉄所の規模縮小と同時に、1980年代前半には廃止された。
  - また、門司・戸畑担当分の田の浦 - 毎日会館 - 紺屋町 - 田町 - 金田陸橋 - 到津営業所 - 井掘 - 一枝 - 浅生通り - 戸畑営業所の「門司 - 戸畑線」も55番を名乗っていたが、こちらは後に97番に改番された（現在の97番とは異なる）。
  - その後、1985年の西鉄枝光線の代替バスとして設定された戸畑渡場／若松駅 - 浅生通り - 枝光駅 - 中央二丁目 - 八幡駅 - 黒崎バスセンターの路線も55番を名乗っていた。

### 鳴水線
- ■ 22
  - 小嶺営業所 - 町上津役 - 下上津役 - 引野口 - 幸神 - 大畑 - 大畑入口 - 鳴水 - 西神原 - 熊手通り - 厚生年金病院 - 八幡井筒屋 - 黒崎バスセンター

黒崎～小倉線□22とは別路線で設定されていた。1980年頃の小嶺営業所営業時は、1時間に5～6本運行されていた。バス停留所名は当時のものである。
- - 小嶺営業所 - 町上津役 - 下上津役 - 引野口 - 幸神 - 大畑 - 大畑入口 - 鳴水 - 西神原 - 熊手通り - 厚生年金病院 - 八幡井筒屋 - 第二黒崎駅前 - 第一黒崎駅前 - 藤田 - 紅梅 - 陣山 - 桃園 - 製鉄東門前

1980年頃の小嶺営業所営業時は、八幡製鐵所の交代勤務の通勤に合わせて、朝、夜に数本運行されていた。黒崎バスセンターには立ち寄らず、また桃園から電車通りではなく、国道３号を経由していた。
- ■ 23
  - 小嶺営業所 - 町上津役 - 馬場 - 引野口 - 幸神 - 大畑 - 大畑入口 - 鳴水 - 西神原 - 熊手通り - 厚生年金病院 - 八幡井筒屋 - 黒崎バスセンター
  - 小嶺営業所 - 引野口 - 大畑 - 鳴水 - 黒崎駅前 -八幡駅前 - 岩淵橋

□23系統は□22系統の派生系統で、小嶺営業所～岩淵橋を結んでいた路線の名残で、黒崎バスセンターには入らなかった。末期は日祝日に一本が走るのみとなり、最終的に2009年7月21日のダイヤ改正で廃止された。
黒崎地区には、芦屋線の□23系統遠賀高校行きがあったが、双方とも本数がごく僅かであったこともあり、並存したままとなっていた。
- □47
  - 黒崎バスセンター - 八幡井筒屋 - 厚生年金病院 - 岸の浦 - 化成アパート - 中畑アパート -大畑 - 大畑入口 - 大畑市営住宅 -第一屋形船 - 花尾東登山口 - 元城町 - 花尾一丁目 - 竜潜寺 - 祇園三丁目 - 祇園一丁目 - 西本町 - 八幡駅
  - 黒崎駅バスターミナル - 岸の浦 - 大畑 - 屋形船車庫

もとは黒崎 - 岸の浦 - 大畑 - 屋形船 - 花尾町 - 祇園三丁目 - 八幡駅の路線だったが、73系統に統合されるかたちで土曜日に黒崎～屋形船車庫間を一本が走るのみとなり、2009年7月21日のダイヤ改正で廃止された。
- - 黒崎バスセンター - 熊西局前 - 幸神 - 引野口 - 下上津役 - 町上津役 - 小嶺営業所

かつて1980年頃の小嶺営業所営業時は、黒崎バスセンター発着の回送便として□47番のまま、小嶺方面5本、黒崎方面3本が運行されていた。
- □46
  - 八幡駅 - 尾倉町 - 帆柱二丁目 - 帆柱ケーブル

日祝日のみ1往復の運行。2010年4月1日付で廃止された。かつて1980年頃は、毎日6往復運行されていた。
- □73
  - 引野口 - 大畑 - 鳴水 - 熊手通 - 黒崎駅バスターミナル - 鳴水 - 屋形船 - 花尾町 - 祇園三丁目 - 八幡駅
  - 西鉄黒崎バスセンター - 熊西局 - 八幡西区役所 - 熊手四ツ角 - 厚生年金病院 - 鳴水 - 屋形船車庫

### 黒崎 - 戸畑・小倉線
- ■□ 97
  - 砂津 - 小倉駅入口 - 魚町 - 西小倉駅前 - 大門 - 小倉高校下 - 中井口 - 三六 - 幸町 - 浅生通り - 沖台通り - 枝光 - 中央三丁目 - 中央二丁目 - （←八幡東消防署前←） - 帆柱二丁目 - 祇園三丁目 - 久喜町 - 熊手四ツ角 - 西鉄黒崎バスセンター

2016年3月25日限りで廃止。

### 小倉 - 黒崎・折尾線 (電車代替)
- 無番
  - 西鉄黒崎バスセンター→熊西二丁目→皇后崎(西鉄八幡営業所入口)
- 2019年3月16日のダイヤ改正で八幡営業所への入庫便、熊西・萩原エリアの帰宅への足として平日の夜の時間帯に新設されたが、2020年8月1日付で廃止された。

### 芦屋車庫運行分
芦屋線
- 20
  - 西鉄黒崎BC - 本城 - 折尾 - 頃末 - 遠賀川駅 - 海老津駅
  - 赤間営業所と共同運行。ただし1990年代までの芦屋担当分は海老津駅止めのみ。芦屋営業所を分社した際、赤間営業所の単独運行に変更された。
  - 遠賀川駅 - 海老津駅 - 赤間営業所
  - 黒崎まで運行されていた同線も、折尾車庫、遠賀川駅と東側の始発地は徐々に短縮され2000年代に入り赤間(西鉄バス宗像赤間支社※当時)との共同運行が復活。このときは遠賀川駅 - 海老津駅の区間便だけでなく、赤間営業所系統も運行していた。2003年7月に芦屋支社を西鉄バス北九州に移管した際にも共同運行は継続された。北九州都市圏1日フリー乗車券は芦屋担当分のみ全区間で利用できた。芦屋支社廃止に伴い赤間の単独運行に変更された。2009年度限りで遠賀川駅 - 海老津駅間廃止されている。現在は波津線の一部として赤間営業所 - 海老津駅間で出入庫時の営業運行として僅かではあるが運行は継続されている。

- 21
  - 芦屋車庫 - 堤防 - 折尾 - 本城 - 黒崎 - 中央町 - 到津遊園 - 三萩野 - 平和通 - 浅野町
  - かつて運行されていた路線、1時間に5本程度運行される主要幹線であり急行も設定されていた。
  - 後に、八幡駅に短縮(急行は減便)さらに黒崎、折尾と短縮され24の設定により末期は日曜のみ運行となった後廃止。

- 23
  - 西鉄黒崎BC/折尾車庫 - 折尾 - 頃末 - 遠賀川駅 - 遠賀高校
  - 遠賀高校の通学時間帯にのみ運行。1990年代までは直方営業所も中山・中間線の間合いで遠賀川駅 - 遠賀高校間の区間便を担当。現在は遠賀町コミュニティバス、遠賀高等学校スクールバスが代替。

- 24
  - 芦屋車庫 - 松ノ本 - 遠賀川駅 - 折尾 - 本城 - 黒崎 - 穴生営
  - 1980年代後期に新設。宅地開発が盛んだった遠賀町松の本地区を経由するようになった。更に鶴松団地経由が構想され浜口にはバスカットが建設されたが実現はしていない。これにより芦屋 - 遠賀川の区間利用を開拓することが出来た反面、通しで利用する乗客が激減した。現在芦屋中央病院前 - 遠賀川駅は芦屋町タウンバスが代替。

- 急行
  - 芦屋車庫 - 祇園崎- 堤防(堤防上の停留所は全通過) - 遠賀川橋 - 折尾 - 穴生三丁目 - 引野口 - 北九州道路 - 貴船町 - 黄金町 - 三萩野 - 小倉駅前 - 砂津
- 25
  - 芦屋車庫 - 祇園崎- 堤防 - 遠賀川橋 - 折尾 - 穴生三丁目 - 引野口
  - 1988年に開設された路線。当時大量投入されていた急行用塗装の車両を使用した路線であった。上記の急行21と異なり、全区間の急行であった。利用低迷により短期間で廃止された。折尾発着の区間運行便もあった。設定当初13往復。後に芦屋 - 引野口間は25として10年以上運行された。急行時代の方向幕は芦屋車庫表記ではなく、この路線のみ芦屋(中央病院)と表記されていた。

- 26
  - 遠賀川駅 - 松ノ本 - 田園都市第五
  - 田園都市(パスコタウン)と遠賀川駅を結んだ路線。芦屋線廃止の際にこちらも遠賀町コミュニティバスが代替するようになった。

### 芦屋 (急行) 黒崎線
- 八幡西郵便局前 - 東曲里町 - 宿場通り - 西鉄黒崎バスセンター - 陣原駅南口 - 学研都市ひびきの - 青葉台 - 芦屋町役場 - 鶴松団地
- 八幡西郵便局前←東曲里町←ふれあい通り←西鉄黒崎バスセンター←陣原駅南口←学研都市ひびきの←青葉台←芦屋町役場←鶴松団地
  - 北九州市交通局と共同運行していたが、2017年3月31日を以って廃止された。

その他に
60 61 62の穴生営業所入庫便(折尾車庫からは陣の原陸橋経由)
63下二
穴生営業所～農協～西区役所～黒崎バスセンター～陣の原陸橋～折尾東団地～頃末～中鶴団地
等もあった。(昭和55年以前)

## 車両
- 路線車
  - 大型車は日産ディーゼル（西工B型）と純正車体いすゞエルガ・日野ブルーリボンの配置。
  - かつては1番専用の日産ディーゼル・スペースランナーJMの改良モデルが配置されていた。この車両はスペースランナーJMのシャシーを10.5mに延ばした本路線オリジナルモデルで、ノンステップバススペースランナーJPの先駆的モデルである。クリーム地に緑のオリジナルツートンカラーに塗り分けられている。現在は一般カラーに塗り替えられた車両もあり、西団地 - 萩原線でも使用されていたが、2012年までに置き換えられた。
  - 中型車は八幡地区のローカル専用でいすゞ・エルガミオ、日野・レインボーⅡ（純正車体）が配置されている。2015年3月より当営業所初のノンステップバスが配置された。いすゞ、三菱ふそう、日産ディーゼルの西工B型が、2015年までに置き換えられた。
  - 小型車は日野・ポンチョが配置されている。鳴水（八幡駅）線で使用されている。
- 高速車
  - 日産ディーゼル（西工B型）の配置。北九州空港エアポートバス専用。
  - 以前は日産ディーゼルが配置されたが2010年4月に市営バスが単独運行のため転出。しかし、2011年3月26日付けで北九州市交通局が北九州空港 - 黒崎･折尾のエアポートバスから撤退したのを受け、翌日27日より西鉄バス北九州八幡営業所が同路線の担当になり、これに伴い、西鉄バス北九州各営業所の高速車の一部が日産、（スペースランナー）､三菱（西工B型）が転属し、計６台配属されている。

- 連節車
  - メルセデス・ベンツ・シターロが3台配置されており、特別快速1番で運用される（0211・0212・0218）。0211・0212は2020年8月1日のダイヤ改正に合わせ配置、0218は2021年3月に増備された。

- 貸切車
  - 日産ディーゼル（西工C-Ⅱ型）１台が配属されている。